# رضا عطاسی
رضا عطاسی (انگلیسی: Rédah Atassi؛ زادهٔ ۱۶ مارس ۱۹۹۱) بازیکن فوتبال اهل فرانسه است.
وی همچنین در تیم ملی فوتبال زیر ۲۰ سال مراکش بازی کرده‌است.